# Pierdavide Carone
Pierdavide Carone (Roma, 30 de junho de 1988) é um cantor e compositor italiano.

## Biografia
Cresceu na comuna de Palagianello, na região da Puglia, na província de Taranto, ainda pequeno estuda música e freqüenta o liceu musical Don Milani de Acquaviva delle Fonti, na província de Bari. Além de estudar música trabalhou por três anos para a Autostrade per l'Italia s.p.a.

### Amici 9e o primeiro álbum
Em setembro de 2009 passa a fazer parte da nona edição do programa Amici di Maria de Filippi, como cantor e compositor. Participa também da gravação das compilações Sfida e Nove juntamente com os outros participantes do programa. Durante o programa exerce a atividade de autor e escreve seu primeiro livro, intitulado I sogni fanno rima, o quarto da bibliografia do programa Amici di Maria de Filippi. Também escreveu o texto e a melodia de Per tutte le volte che..., canção interpretada por Valerio Scanu no Festival de Sanremo 2010 e que foi aclamada como vencedora do festival.
Em 28 de março de 2010 disputa a final do Amici di Maria de Filippi e termina na terceira posição, depois de superar o cantor lírico Matteo Macchioni com 56% dos votos e ser derrotado pela cantora Loredana Errore com 51% dos votos, venceu o prêmio de crítica jornalística no valor de 50 mil euros. No dia seguinte é lançado o seu primeiro álbum, Una canzone pop que entra diretamente no primeiro lugar da classificação oficial italiana. O primeiro single do álbum foi Di notte, que no seu lançamento ficou na primeira posição entre os singles. Participa do Wind Music Awards 2010 e recebeu a premiação de multi-platina por seu álbum de estréia. Em julho publica o segundo single Mi piaci... ma non troppo.

### O segundo álbumDistrattamente
Em 29 de outubro de 2010 lança o single La prima volta, canção que antecipou a publicação do seu segundo álbum Distrattamente lançado em 23 de novembro. O álbum estreou na 13ª posição na classificação de álbuns mais vendidos na Itália.

## Discografia

### Álbum
| Ano  | Título          | Posição na classificação | Certificação |
| Ano  | Título          | FIMI                     | FIMI         |
| ---- | --------------- | ------------------------ | ------------ |
| 2010 | Una canzone pop | 1                        | 2x Platina   |
| 2010 | Distrattamente  | 13                       | —            |

### Singles
| Ano                                                            | Título                    | Posição na classificação | Álbum           |
| Ano                                                            | Título                    | Italia                   | Álbum           |
| -------------------------------------------------------------- | ------------------------- | ------------------------ | --------------- |
| 2010                                                           | Di notte                  | 1                        | Una canzone pop |
| 2010                                                           | Mi piaci... ma non troppo | —                        | Una canzone pop |
| 2010                                                           | La prima volta            | —                        | Distrattamente  |
| 2011                                                           | Dammela... la mano        | —                        | Distrattamente  |
| O símbolo — significa que o single não entrou na classificação |                           |                          |                 |

### Outros singles
- 2010 - Cellule (Com os outros participantes do Amici)

## Autor
- 2010: Per tutte le volte che... interpretada por Valerio Scanu,  vencedor do Festival de Sanremo 2010.
- 2010: Ti vorrei, canção de abertura da décima edição do talent show Amici
- 2010: Resta Qua, canção de ninar dedicada a Giorgia Pagano, afetada pela Síndrome de Berdon
- 2011: Guardando Verso il Mare interpretada por Matteo Macchioni

## Turnês
- 2010: Un tour pop
- 2011: Distrattamente tour

## Prêmios
- 2010
  - Vencedor do prêmio de crítica jornalística em Amici di Maria De Filippi.
  - Duplo disco de platina pelo álbum Una canzone pop
  - Wind Music Awards pelas vendas de Una canzone pop (Multi-platina)[13]
  - Disco de ouro pelas vendas digitais do single Di notte[14]